# Marquesat de Monsolís

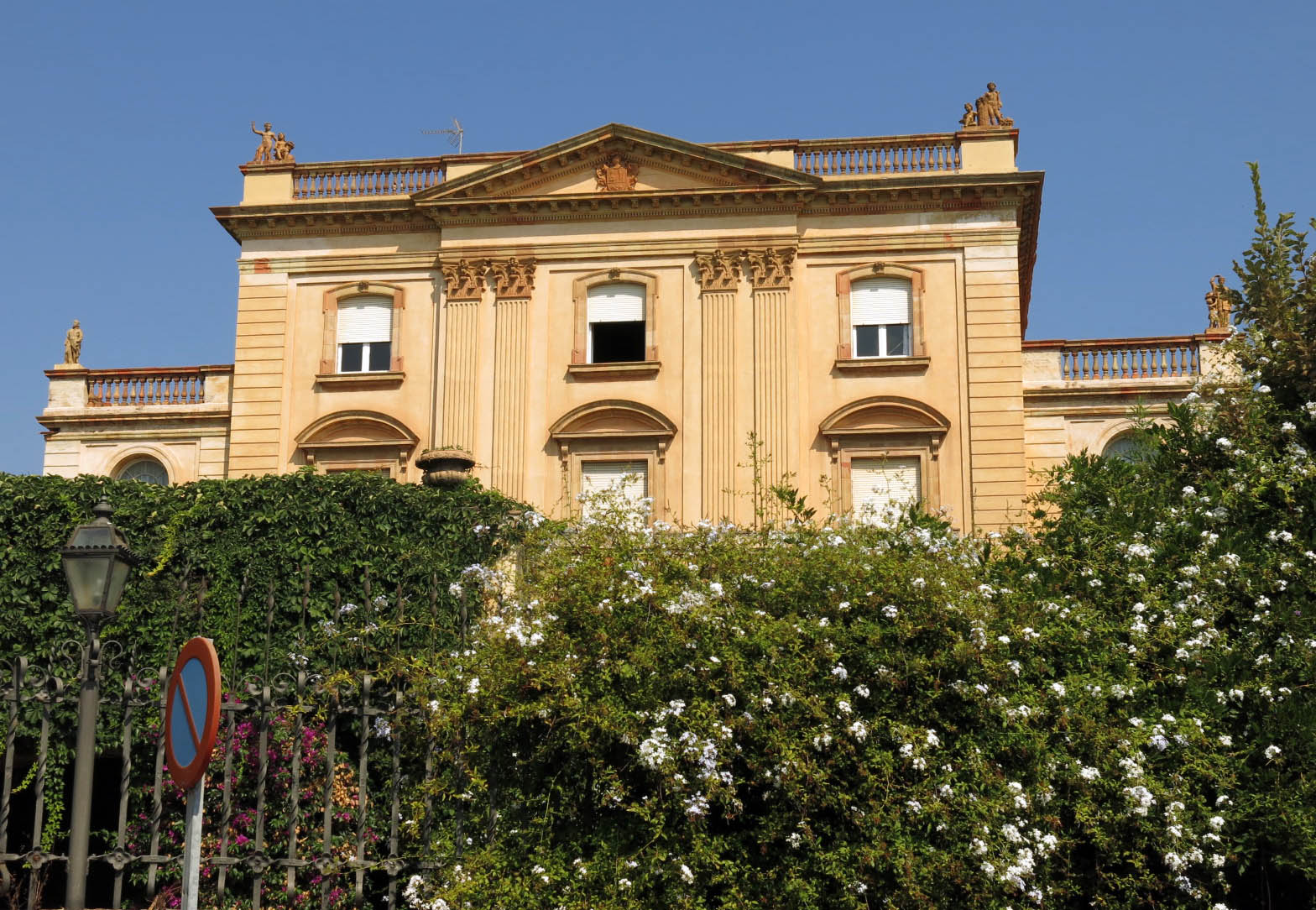
Cal Pallejà, a Montgat (Maresme)

El marquesat de Monsolís és un títol nobiliari espanyol creat per la reina Isabel II el 28 de gener del 1853 a favor de Francesca Xaviera de Saleta i Descatllar, vídua del mariscal de camp Pere Nolasc de Bassa i Girona, que va ser governador militar de Barcelona el 1835 i va morir durant la crema de convents de juliol d'aquell any, quan intentava desarmar la Milícia Nacional culpable de la crema. El castell de Mas Saleta (Sant Hilari Sacalm) és propietat del marquesat. La titular actual del marquesat és Maite Zindia de Pallejà i Noël, VII marquesa de Monsolís.

## Marquesos de Monsolís
|                     | Titular                                  | Període             |
| Creat pel Isabel II | Creat pel Isabel II                      | Creat pel Isabel II |
| ------------------- | ---------------------------------------- | ------------------- |
| I                   | Francesca Xaviera de Saleta i Descatllar | 1853-1871           |
| II                  | Maria de la Concepció Bassa i de Saleta  | 1871-1888           |
| III                 | Josep Maria de Pallejà i de Bassa        | 1888-1907           |
| IV                  | Guillem de Pallejà i Ferrer-Vidal        | 1907-1964           |
| V                   | Josep Felip de Pallejà i Ricart          | 1967-1989           |
| VI                  | Guillem de Pallejà i Ferrer-Cajigal      | 1989-2023           |
| VII                 | Maite Zíndia de Pallejà i Noël           | 2023-               |

## Història dels marquesos de Monsolís
- Francesca Xaviera de Saleta i Descatllar, I marquesa de Monsolís. Vídua de Pere Nolasc de Bassa i Girona. La va succeir la seva filla:

- Maria de la Concepció Bassa i de Saleta, II marquesa de Monsolís. Es va casar el 1849 amb Guillem de Pallejà, d'una família noble molt vinculada al Maresme. La va succeir el seu fill:

- Josep Maria de Pallejà i de Bassa (1864-1926), III marquès de Monsolís. Va casar amb Maria del Carme Ferrer-Vidal i Soler, germana del primer marquès de Ferrer-Vidal. El va succeir el seu fill:
- Guillem de Pallejà i Ferrer-Vidal (1889-1964),[3] IV marquès de Monsolís. Va casar amb Clotilde Ricart Roger (1889-1972). El va succeir el seu fill:
- Josep Felip de Pallejà i Ricart (1917-1988), V marquès de Monsolís. Va casar amb Glòria Ferrer-Cajigal i Jorba. El va succeir el seu fill:
- Guillem de Pallejà i Ferrer-Cajigal, VI marquès de Monsolís (1989-2023).[4] El va succeir la seva filla:
- Maite Zíndia de Pallejà i Noël, VII marquesa de Monsolís (titular actual).